# Bellver de Cerdanya
Bellver de Cerdanya (em catalão e oficialmente) ou Bellver de Cerdaña (em castelhano) é um município da Espanha na comarca da Baixa Cerdanha, província de Lérida, comunidade autónoma da Catalunha. Tem 98,1 km² de área e em 2021 tinha 2 135 habitantes (densidade: 21,8 hab./km²).

## Demografia
| Variação demográfica do município entre 1991 e 2004 [carece de fontes?] | Variação demográfica do município entre 1991 e 2004 [carece de fontes?] | Variação demográfica do município entre 1991 e 2004 [carece de fontes?] | Variação demográfica do município entre 1991 e 2004 [carece de fontes?] |
| ----------------------------------------------------------------------- | ----------------------------------------------------------------------- | ----------------------------------------------------------------------- | ----------------------------------------------------------------------- |
| 1991                                                                    | 1996                                                                    | 2001                                                                    | 2004                                                                    |
| 1549                                                                    | 1535                                                                    | 1614                                                                    | 1738                                                                    |